# Сульфиды лантана
Сульфи́ды ланта́на — бинарные неорганические соединения металла лантана и серы.

## Получение
- Сплавление в инертной атмосфере серы и лантана в требуемых концентрациях:

{\displaystyle {\mathsf {La+xS\ {\xrightarrow {T}}\ LaS_{x}}}}
Сульфид лантана(III) удается получить высокотемпературным взаимодействием оксида металла с парами сероводорода или сероуглерода:
{\displaystyle {\mathsf {2La_{2}O_{3}+3CS_{2}\ \xrightarrow {T} \ 2La_{2}S_{3}+3CO_{2}}}}
При определённых концентрациях легко получаются сульфиды нестехиометрического состава.

## Физические свойства
| Формула | Молярная масса, а.е.м. | Плотность, г/см3 | Температура плавления, °C | Внешний вид |
| ------- | ---------------------- | ---------------- | ------------------------- | --- |
| La2S3   | 374,01                 | 4,911            | 2150                      | Красновато-жёлтые кристаллы кубической сингонии, пространственная группа I 43d, параметры ячейки a = 0,8706 нм. |
| LaS     | 170,97                 | 5,76             | 1970                      | Золотистые кристаллы кубической сингонии, пространственная группа F m3m, параметры ячейки a = 0,5842 нм, Z = 4. |
| LaS2    | 203,04                 | 4,775            | 1650 разл.                | Коричневые кристаллы тетрагональной сингонии, параметры ячейки a = 0,4147 нм, c = 0,8176 нм, Z = 2; или ромбической сингонии, пространственная группа P nma, параметры ячейки a = 0,8140 нм, b = 1,6379 нм, c = 0,4144 нм, Z = 8 |
| La2O2S  | 341,87                 | 5,77             | 1940                      | Желтовато-белые кристаллы гексагональной сингонии |